# Frankfurtska stolnica
Frankfurtska stolnica (nemško: Frankfurter Dom), uradno Stolnica svetega Jerneja (nemško: Kaiserdom Sankt Bartholomäus), je rimskokatoliška cerkev zgrajena v gotskem slogu in se nahaja v centru Franfurta v Nemčiji. Posvečena je svetemu Jerneju.
To je največja verska stavba v mestu in nekdanja kolegijska cerkev. Kljub imenu stolnica še nikoli  v resnici ni bila škofijski sedež, vendar se imenuje Kaiserdom (cesarska velika cerkev ali cesarska stolnica) ali preprosto Dom zaradi njenega pomena kot nekdanje volilne in cerkve kot mesta kronanja v času svetega rimskega cesarstva. Kot ena  glavnih stavb v zgodovini cesarstva je bila simbol narodne enotnosti, še posebej v 19. stoletju.
Sedanja cerkvena stavba je tretja cerkev na istem mestu. Izkopavanja iz poznega 19. stoletja so pokazala stavbe, ki jim lahko sledimo nazaj do 7. stoletja. Zgodovina je tesno povezana s splošno zgodovino starega mesta Frankfurt, ker je stolnica imela povezano vlogo kot verski protipol kraljevi palači v Frankfurtu.

## Zgodovina
Frankfurtska stolnica je bila cesarska kolegijska cerkev, imenovana Dom v nemščini – sinekdoha (podvrsta metonimije) za vse kolegijske cerkve, ki se uporablja totum pro parte tudi za stolnice - in s tem tradicionalno prevedena kot stolnica v slovenščino. Sv. Jernej je glavna cerkev Frankfurtu in je bila zgrajena v 14. in 15. stoletju na temelju prejšnje cerkve iz obdobja Merovingov.
Od 1356 dalje so bili v tej kolegijski cerkvi kot kralji Nemčije izvoljeni cesarji Svetega rimskega cesarstva, in od 1562 do 1792 so bili tukaj okronani izvoljeni cesarji. Cesarske volitve so potekale v Wahlkapelle, kapeli na južni strani kora (Hochchor), zgrajene za ta namen leta 1425 (glej načrt na desni). Za maziljenje in kronanje izvoljenega cesarja kot kralje v Nemčiji, so postavili pred osrednji oltar, verjamejo da pred relikviarij - del lobanje sv. Jerneja - v križišču cerkve, ob vhodu v kor. (glej načrt na desni).
V okviru nemškega združevanja (nemško: Mediatisierung) med 1802 in 1814 je bilo mesto Frankfurt končno sekularizirano in si prisvojilo preostale katoliške cerkve in njihove dajatve in zaslužke, in zapustilo uporabo cerkvenih objektov v obstoječih katoliških župnijah. Tako je sv. Jernej postal od mesta financirana cerkev, ki je v lasti in jo vzdržuje mesto, uporabljale pa so jo katoliških in luteranske kongregacije.
Sv. Jernej je bil videti kot simbol narodne enotnosti v Nemčiji, še posebej v 19. stoletju. Čeprav  nikoli ni bil škofijski sedež, je bil največja cerkev v Frankfurtu in njegova vloga v cesarski politiki, vključno s kronanjem srednjeveških nemških cesarjev, je naredila cerkev za eno od najpomembnejših zgradb cesarske zgodovine.
Leta 1867 je sv. Jerneja uničil požar in bil obnovljen v svojem sedanjem slogu. Med drugo svetovno vojno, med oktobrom 1943 in marcem 1944, je staro mestno jedro Frankfurta, največjega starega gotskega mesta v srednji Evropi, uničilo šest bombardiranj zavezniških zračnih sil. Največje izgube so nastale v napadu Royal Air Force 22. marca 1944, ko je bila večina pollesenih hiš in več kot tisoč stavb v starem mestnem jedru, uničena.
Sv. Jernej je utrpel hude poškodbe. Notranjost je zgorela v celoti. Zgradba je bila rekonstruirana leta 1950.

## Stolnica danes

### Mestno okolje
Po rekonstrukciji leta 1950, stolnica svoje zunanje oblike ni spremenila, a okolica ni več prepoznavna. Srednjeveške ulice, ki so obkrožale stolnico do leta 1944, so izginile. Na vzhodu in jugu je bilo leta 1950 močno zmanjšano cestno omrežje za nove stanovanjske površine. Vozna pot, ki je bila ena od glavnih prometnih poti v mestu, saj so potekala od Friedberger vrat do glavnega mostu, je postala slepa ulica, saj je bila vzhodno od njene urejena široka avtom prijazna glavna cesta. Druga od teh prometnih žil, Berliner Straße, zdaj proti severu omejuje Domviertel.
Zahodno od stolnice se nahaja tako imenovano Dom-Römerberg območje, ki je bilo desetletja najtežji problem reševanja urbanizma v Frankfurtu. Leta 1950 in 1960 je bil med Domturmom in Römerjem, najbolj zgodovinskim starim mestnim območjem srednje Evrope, parkirišče. Potem ko so bile izvedene obsežne arheološke raziskave (izkopavanja Altstadta) so se med drugimi pokazali ostanki kraljevega dvora – pfalze – iz časa Ludvika Pobožnega, ki so bili spremenjeni v arheološki park pred stolničnim stolpom. Od leta 1966 so bile pod najbolj pomembnimi zgradbami v starem mestnem jedru zgrajene jama za postajo podzemne železnice in podzemna parkirna hiša, nakar so v slogu in dimenzijah restavrirali celotno zgodovinsko območje (vključno neposredno nasproti stolnice) in zgradili veliko stavbo uprave (Tehnična mestna hiša). Južno od zgodovinskega parka se je razširil od leta 1985 zgrajen zelo dolg in ozek pas objektov, podobno kot nekdanje karolinške palače, v strogi osi vzhod-zahod Kunsthalle Schirn.
Nasproti južnemu portalu je Gerthenerjeva zgradba Leinwandhaus preživela vojno. Nasproti severnega portala je Haus am Dom, od leta 2007 izobraževalno in kulturno središče rimskokatoliške škofije Limburg. Tukaj se začne Domstraße, ki skupaj s  Braubachstrasse predstavlja središče umetniške četrti,. Poleg številnih galerij, ki se nahajajo od leta 1991 na križišču obeh ulic, je le nekaj korakov od stolnice Muzej moderne umetnosti.
Leta 2007 je mestni svet sklenil porušiti Tehnično mestno hišo in vseh 7000 kvadratnih metrov preurediti v Dom-Römer-Areal. Končan naj bi bil do leta 2016 in na novo ustvaril 35 stavb, vključno s 15 rekonstrukcijami zgodovinskih starih meščanskih hiš, ki so bile uničena med drugo svetovno vojno. Po rušenju v letu 2010/11 se je nov gradbeni projekt začel v januarju 2012 s položitvijo temeljnega kamna.

### Preddverje, križni hodnik in Turmhalle
Mojster Denzinger je zgradil z zvezdicami obokano preddverje (1879-80) pred severnim portalom. V njem je zadnji ohranjeni baročni oltar stolnice iz 1728, enega od priseljenih Italijanov, Johanna Nikolausa Martinega, kanonika in dekana, Oltar Marijinega vnebovzetja.
Če pogledamo po vstopu v preddverje na levo, se pride v preostalem delu Denzingerjev križni hodnik. Sedaj je pokrit in gosti stolnični muzej. Tu so, med drugim, ostanki skozi stoletja močno okrnjeni zakladi, zelo star izvod cesarske insignije (original je v Hofburgu), modeli prejšnjih zgradb in od leta 1994 najdbe iz groba merovinške princese.
Na zunanji strani križnega hodnika je pritrjen spomeniki kamnit relief (Hans Mettel, 1957). Prikazuje mučeništvo apostola Jerneja kot predstavnika nečloveško nasilje zatiranih moških vseh časov.
Skozi severni stolpni portal (Turmportal - Gerthener 1422/23) se pride v Turmhalle, kjer se danes nahaja Kreuzigungsgruppe (skupino Križanje), ki je prvotno stala na stolničnem pokopališču in jo je leta 1509 ustvaril Hans Backoffen. Na stari lokaciji je od leta 1919 kopija, tako da na isto umetniško delo pri obhodu stolnice naletimo dvakrat.
Večinoma zaprt južni stolpni portal (Oskar Wissel, 1958) ima vrata iz bakrenih plošč in podobe iz zgodovine nemškega cesarstva.

### Glavna ladja
Vstop v glavno ladjo nas najprej preseneti s svetlo rdečo rekonstrukcijo kot del notranje prenove 1991-1994 glede na original iz 14. stoletja. Od prvotne vsebine iz 13. stoletja je na voljo zelo malo, le spodnja polovica zunanjih sten.
V zadnji steni, tudi zahodni, je še vedno (zazidan) zgodnje gotski prehod v star karolinški zahodni stolp. Obstajajo številni nagrobni spomenike iz 16. do 18. stoletja, vključno z veličastno baročno grobnico wormsškega škofa Johanna Karla Franckensteina (1610-1691) na steni severne ladje. Najbolj dragocen kos je epitaf iz 1518 umrlega Andreasa Hirdeja, figuralno bogato delo flamske zgodnje renesanse.
V spodnjem delu ladje je od leta 1994 nagrobna plošča leta 680 umrlega dekleta.
Stebri ladje so kvadratne oblike z zaobljenimi vogali in štirimi tankimi okroglimi kapiteli, ki se združijo v kapitele z listi in v rebrast obok. Sklepniki nosijo obraze in rastlinske motive, frankfurtskega orla in mestni grb.
V južni stranski ladji je 1487, v poznogotskem slogu zgrajena kapela Scheidskapelle. Danes služi kot kapela in krstilnica. Krstilnik je podprt z kerubi in je iz zgodnjega 18. stoletja. Tudi baročni Janez bedi nad dogajanjem. V jugozahodnem kotu stoji neogotska Pietà (Caspar Weis, 1890). V vzhodni naslednji Wolfgangovi kapeli (14. stoletje) je predsoba za spovednico, s sliko Križanja (Donauschule iz 16. stoletju). Med Wolfgangovo kapelo in južno stransko ladjo so "Redča vrata" (Rote Tür - 1298), v 14. stoletju prostor za sodne obravnave, po izgradnji kapelice na odprtem loku.

### Južna prečna ladja
Zamenjana 1350-1351 je ustvarila južni portal prečne ladje. Opisane srednjeveške skulpture so iz leta 1962: na dvojnih vratih, bronasti reliefi Hansa Mettela (preroki Stare zaveze).
Dimenzije prečne ladje nadomestijo kratkost glavne ladje. Oprema je impresivna. Tu so zbrani izrezljani oltarji pastorja Münzenbergerja iz 1880.
V južni prečni ladji jih najdemo predvsem iz obdobja okoli leta 1500, nadalje zakramentno hišico z bogato strukturo (Nicholas in Michael Eseler, 1480) in je Brezmadežno kiparja iz Speyerja Gottfrieda Renna (1818 do 1900)  v gotskem terakota baldahinu (15. stoletje). Nad portalom je orgelska empora iz 1957. Zraven nje, na zahodni steni, je zadnji ostanek vitraja, obnovljen 1993. Človeka sta Oton I. z bratom Henrikom (941) in križarski pridigar Bernard iz Clairvauxa. Nasproti je gotska freska (1400), s prizori iz Marijinega življenja. Poleg tega so tudi tu številni nagrobni spomeniki.
Pred prehodom se desno odpre, leta 1355 zgrajena Magdalenina kapela, po obnovi stolnice 1855 tudi kapela Kristusovega groba. Od takrat se nahaja v njej izvirni, iz porušene kapelice sv. Mihaela, sveti grob (1435). Oltarna plošča nekdanjega Magdalenega oltarja (1710) visi v Prunkrahmen nad epitafom apostolskega vikarja, naslovnega škofa in glasbenika  Agostina Steffanija, ki je umrl v Frankfurtu 1728.
Ozka vrata, ki vodijo v Volilno kapelo (Wahlkapelle), dejanska lokacija kraljevih volitev. Tu je sedem volilnih knezov izbiralo svojega cesarja. Leta 1993 je dobila nova okna, ki prikazujejo abstraktne predstavitve zgodovine kapele. Sedem usnjenih foteljev volilnih knezov in orel v talni plošči so bili priča volitvam. Na novem oltarju je triptih s Pasijonom iz 15. stoletja.
V središču kupole, na prehodu, je oltarni otok (Ulrich Hahn 1993), baročno razpelo, ki ga je izdelal Andreas Donett v 1720-ih. Na vogalih kora je na severu gotski oltar z apostoli iz 1523 in na jugu Marijin oltar, ki je južno nemško delo 15. stoletja.

### Glavni oltar
Visoki kor je najbolje ohranjen del iz srednjega veka, saj mu je bilo večinoma prizaneseno od opustošenja v letih 1867 in 1944. Nekaj stopnic pripelje nanj. V središču je gotski visoki oltar. Tudi tega je izdelal Münzenberger iz različnih delov, vendar večina prihaja iz pozabljenega saškega oltarja iz 15. stoletja, ki ga je Münzenberger našel v zaprašenem stolpu cerkve sv. Katarine v Salzwedelu. Krila predele prihajajo iz Frankonije.
Na steni apside je freska s prizori Vstajenja. Vendar pa so najpomembnejši zakladi kora pridobljen iz časa, ko je bile izdelane korne klopi in nad njimi Jernejev friz iz 1407.
Medtem ko je bila ladja uporabljena kot župnijska cerkev za ljudi, je kor služil plemenitašem in kot kolegijska cerkev. Ta razlika se je videla tudi v grobnicah za bogate slavne tudi. Tako se nahaja na severni steni družinska grobnica (1832) Thurn und Taxis. Nasproti je veličastna grobnica edinega nemškega kralja v stolnici, ki je pokopan v Frankfurtu, leta 1349 umrlega Güntherja von Schwarzburga. 1352 postavljena sredi kora je Tumbengrab, plošča je bila montirana leta 1743 na južni steni. Kaže relief kralja v polnem oklepu, z mečem in ščitom in dvema levoma ob nogah. Levo in desno so figure svetnikov in prerokov. Od nekdanjega sarkofaga stoji simbolna plošča njegovih redkih preostalih zaveznikov. Srednjeveška upodobitev kralja preseneča z redko za ta čas realistično podobo.
Severno od kora je kapelica Speče Marije, v istoimenskem impresivnem oltarju (1434/38). Na stenah te kapele se je ohranila celotna slika iz 19. stoletja, tudi okno (Dixon, 1881).

### Severna prečna ladja
V severni prečni ladji stoji več dragocenih oltarjev; Anin oltar treh poznogotskih frankovskih figur in v predeli tudi pozno gotski relief Zadnja večerja. Na notranjih krilih drugače neogotskega oltarja (1898) slikarja Heinricha Nüttgensa [6] je ovekovečen zaslužen pastor Münzenberger in njegovi kolegi, zgodovinar Johannes Janssen, skupaj z njihovimi zavetniki Frančiškom in Janezom Krstnikom.
Oltar Srca Jezusovega, ki ga je zaključil memmingerski slikar Ivo Strigel 1505, in ga je Münzenberger 1868 našel v župnijski cerkvi v Setu v Graubündenu.
Severni portal je že od leta 1965 nov, bronasta vrata je oblikoval Hans Mettel s patriarhi Stare zaveze.
Na zahodni steni je mogoče najti nagrobnike iz 14. stoletja, tako 1371 umrlega vikonta grofa iz Friedberga (Hessen) in mestnega župana Frankfurta Rudolfa Sachsenhausena, podpornika anti-kralja Guntherja in člana glavne patricijske družine, župana Johanna von Holzhausena, ki je umrl leta 1393 in njegove žene Gundula Goldsteyn, umrle 1371. Poleg so še druge grobnice družine Thurn und Taxis.
Zgoraj visi velika slika z burno zgodovino: 1627 naslikano Snemanje s križa Anthony van Dycka. Prvotno je bila naslikana za nadškofa v Mainzu, ki pa je po zaključku ni hotel plačati. Jezen slikar dal sliko na koncu siromašnim Frančiškanom. Ti so bili zadovoljni z darilom sredi vojne in ga prodali takoj dalje in s tem rešili sliko: samostan je kmalu zatem pogorel in od sovražne vojske. Slika prišla v Lihtenštajnsko palačo na Dunaju, nato pa v last družine Birkenstock. Hči Antonie se je kasneje poročila s frankfurtskim patricijskim sinom, Franzom Brentano, in prinesla sliko v Frankfurt. Po moževi smrti jo je vdova leta 1852 zapustila stolnici sv. Jerneja. Od leta 1952 je slika na sedanjem častnem mestu v severni prečni lasdji stolnice.

### Orgle
Stolnica ima dvoje orgel: glavne orgle v južnem transeptu in korne orgle na pevski empori. Oba instrumenta lahko igrata istočasno, in tudi manual glavnih orgel in električni prostostoječi manual je v zboru. S skupaj 115 registri in 8801 cevmi, so orgle sedme največje v Nemčiji.
Glavne orgle s prostimi cevmi v prospektu se nahajajo v južnem transeptu. Zgrajene so bile leta 1957 v delavnici Johannesa Klaisa kot Opus 1109 v neobaročnem slogu in predane v uporabo 11. junija 1957. Leta 1994 so bile obnovljena in razširjene na 87 registrov in pet manualov; 2008 je bila dopolnjena trompeteria z tubo mirabilis.

### Zvonovi
Devet tonski zvonovi  stolnice so bili uliti pri Hermann Grosse v Dresdnu leta 1877.  Skupna teža zvonov je 23.384,5 kg, od tega polovica Gloriosa (veliki zvon). Leta 1987 sta imela Gloriosa in Jernej, ki sta bila ulita z napako, čas zvonjenja podaljšan za 60 sekund. 
Štirje zvonovi služijo uri: četrt ure zvonita najmanjši zvon in Janez, polno uro zvonita Salveglocke in Jernej.

### Dimenzije
- obokan strop višina: 23,20 m
- višina oboka ladje od 1867: približno 17 metrov
- Dolžina prečne ladje (Vključno križanje): 64 m
- osi vzhod-zahod (brez stolpne dvorane): 64 metrov
- širina prečne ladje: 11 m
- višina zahodnega stolpa: 94,75 m
- višina zahodni stolp pred 1867: 72,50 m

### Gradbeni mojstri
- Madern Gerthener (1415-1430)
- Jörg Östreicher (... -1472)
- Hans Flücke iz Ingelheima (1483-1490)
- Nicholas Queck (1490-1497)
- Jacob Bach iz Ettlingena (1499-1514)
- Franz Josef Denzinger (1869-1880)
- Hermann Mäckler in Alois Giefer (1948-1953

## Frankfurtska stolnična pevska šola
Frankfurtski stolnični šolski zbor (nemško: Frankfurter Domsingschule), ustanovljen leta 2011, je mešan ekumenski otroški in mladinski pevski zbor, ki spremlja ne le mašo in poje večerne pesmi, ampak tudi na uradnih sprejemih in otvoritvah. Frankfurter Domsingschule je odprt za pevce ne glede na njihovo versko pripadnost, starost, svobodno hodijo na osnovne vaje, imajo redne vaje in dragoceno vadbo ena-na-ena in skupinske vokalne treninge. Ta obsežna glasbena vadba je edinstvena za Frankfurt.

## Posebnost
Neugodna parcela in sosedje, ki niso hoteli prodati svojih domov za zagotovitev razširitvenega prostora, je arhitekta prisilila, da je šel v širino. Zato je transept daljši kot glavna ladja. Prosta mesta so sčasoma žrtvovali za svojo mestno hišo, tako da lahko zgradili vsaj dostojen zahodni stolp v nastalem prostoru. Zato je tudi danes glavni vhod na severni strani cerkve.
Prav tako je sam zahodni stolp edinstven. Namesto običajnega za nemško gotiko luknjičast zvonik, je tukaj krona kupola z zvonikom: nenavaden prizor, v 15. stoletju kontroverzen, vendar v arhitekturni zgodovini nemškega srednjega veka edinstven.

## Galerija
- Stolp
- Orgle
- obokan strop
- Tloris
- Zgodovinski razvoj zgradbe. Barve pomenijo arhitekturni slog.
- Frankfurtska stolnica: stolp pred požarom 1867